# Alonso Llano Ruiz
Alonso Llano Ruiz (* 19. Juni 1931 in Marulanda; † 26. März 2015) war ein kolumbianischer Geistlicher der römisch-katholischen Kirche und Bischof von Istmina-Tadó.

## Leben
Alonso Llano Ruiz empfing am 6. Januar 1973 die Priesterweihe.
Papst Johannes Paul II. ernannte ihn am 5. Mai 1993 zum Bischof von Bistum Istmina-Tadó. Der Apostolische Nuntius in Kolumbien, Erzbischof Paolo Romeo, spendete ihm am 29. Mai desselben Jahres die Bischofsweihe; Mitkonsekratoren waren Gustavo Posada Peláez MXY, emeritierter Bischof von Istmina-Tadó, und Jairo Jaramillo Monsalve, Bischof von Riohacha.
Am 5. Juni 2010 nahm Papst Benedikt XVI. sein altersbedingtes Rücktrittsgesuch an.